# Ty jsi král
"Ty jsi král" är en singel av den polska sångerskan Ewa Farna. Den släpptes år 2009 som den andra singeln från hennes tredje tjeckiska studioalbum Virtuální.

## Listplaceringar
| Lista (2010) | Topplacering |
| ------------ | ------------ |
| Tjeckien     | 32           |